# Digitale Güter
Digitale Güter sind in der Wirtschaftswissenschaft alle digitalisierten Wirtschaftsobjekte, die der Bedürfnisbefriedigung der Wirtschaftssubjekte dienen. 

## Allgemeines
Güter werden in der Volkswirtschaftslehre im Hinblick auf ihre physische Beschaffenheit unterteilt in Sachgüter (materielle Güter), immaterielle Güter (Dienstleistungen) und digitale Güter. Digitale Güter sind eine moderne Güterart, die erst durch Digitalisierung entstanden ist und digitale Daten enthält. Nach dem Digitalisierungsgrad lassen sich physische Güter (beispielsweise Waren), Semi-physische Güter (Online-Handel von Waren mit digitalisierter Bestellung und Zahlung), Semi-digitale Güter (Software einschließlich Beratung oder Schulung) und – mit dem höchsten Digitalisierungsgrad – digitale Güter unterscheiden. Digitale Güter lassen sich mit Hilfe von Informationssystemen entwickeln, verteilen oder anwenden.
Digitale Güter im engeren Sinne sind immaterielle Güter, die wegen ihrer Funktion nachgefragt werden, ihr Inhalt jedoch keine oder lediglich eine untergeordnete Rolle spielt.

## Entstehung
Viele digitale Güter wurden und werden auch in physischer – analoger – Form als Sachgüter verkauft. Dazu gehören Tonträger wie Audio-CDs, bei denen die Musik mit ihrem Trägermedium untrennbar verbunden ist. Wird die Musik vom Trägermedium als reale Ware in Form einer Musikdatei auf dem Gütermarkt anerkannt und wiederholbar nachgefragt, liegt ein digitales Gut vor. Auch die Digitalisierung bisher analoger Güter bringt digitale Güter hervor. Werden mithin Texte zu Textdateien, Bilder und Filme zu Bilddateien oder Schallplatten zu Musikdateien digitalisiert, sind diese Dateien digitale Güter.

## Arten
Zu den digitalen Gütern gehören insbesondere Bilddateien, Computerprogramme, E-Books, Musikdateien, Software, Videodateien oder Online-Zeitungen. Der typische Markt für sie ist das Internet, so dass beispielsweise Musikdownloads von Musikdateien zur Nachfrage nach digitalen Gütern gehören. Digitale Güter sind stets in elektronischer Form vorhanden, codiert als eine Menge von Bits. Beide Marktteilnehmer benötigen elektronische Wiedergabegeräte, um digitale Güter nutzen zu können, so dass sie als Komplementärgüter einzustufen sind.

## Eigenschaften
Digitale Güter weisen bestimmte gemeinsame Eigenschaften auf, die sie von anderen Gütern unterscheiden.
Im Konsum haben digitale Güter zu anderen Güterarten einen Rivalitätsgrad von „Null“, sind also nicht-rivale Güter. Ein Buch in physischer Form kann beispielsweise nur immer von einer Person in einer Bibliothek ausgeliehen werden. Steht das Buch hingegen elektronisch zur Verfügung, kann es von beliebig vielen Personen gleichzeitig ausgeliehen werden. Digitale Güter unterliegen nicht der Abnutzung (wie etwa Bücher durch ständiges Lesen), weisen eine konstante Produktqualität auf und sind auch nicht zerrstörbar. Die digitalen Daten lassen sich kopieren und modifizieren, zwischen Original und Kopie besteht kein Unterschied. Digitale Güter sind einfach reproduzierbar, wobei geringe oder keine Reproduktionskosten anfallen. Digitale Güter veralten in der Regel sehr schnell (Hitparadenmusik in Wochen, Software in Monaten oder Jahren); eine Ausnahme bilden Publikationen, bei denen maximal die zur Nutzung nötige Infrastruktur (Hardware/Software) veralten kann. Es gibt deshalb geringe Zeitabstände, bis eine Nachfolgeversion auf den Markt kommt. Das Gut weist geringe Vertriebskosten (insbesondere durch das Internet) auf. 

## Wirtschaftliche Aspekte
Da digitale Güter zu den Gütern gehören, ist die Frage zu klären, ob sie zu den freien oder knappen bzw. zu den privaten oder öffentlichen Gütern gehören. Die einfache Reproduzierbarkeit spricht für freie Güter. Für eine Zuordnung zu den öffentlichen Gütern spricht, dass die Nutzung digitaler Güter unabhängig von der Anzahl der Nutzer ist (Nicht-Ausschließbarkeit) und die Nutzung durch einen Nachfrager nicht durch einen anderen Nachfrager eingeschränkt wird (Nicht-Rivalität). Beispielsweise gelten Musikdateien in Peer-to-Peer-Tauschbörsen als öffentliche Güter. Sie werden auf einem unvollkommenen Markt gehandelt, da ihr Marktpreis über ihren Grenzkosten liegt, sie nicht homogen sind und eine staatliche Marktregulierung erforderlich ist.
Digitale Güter weisen im Regelfall einen hohen Fixkostenanteil auf wie bei beispielsweise bei der Entwicklung durch Programmierung von Software. Die variablen Kosten eines solchen Gutes hingegen tendieren gegen null, da diese – einmal entwickelt – theoretisch keiner Einschränkung in der vertriebenen Stückzahl unterliegen. Dieses Phänomen bezeichnet man als First Copy Costs der Entwicklung. 
Eine Sonderform digitaler Güter stellen die virtuellen Güter dar.